# Ballmoos

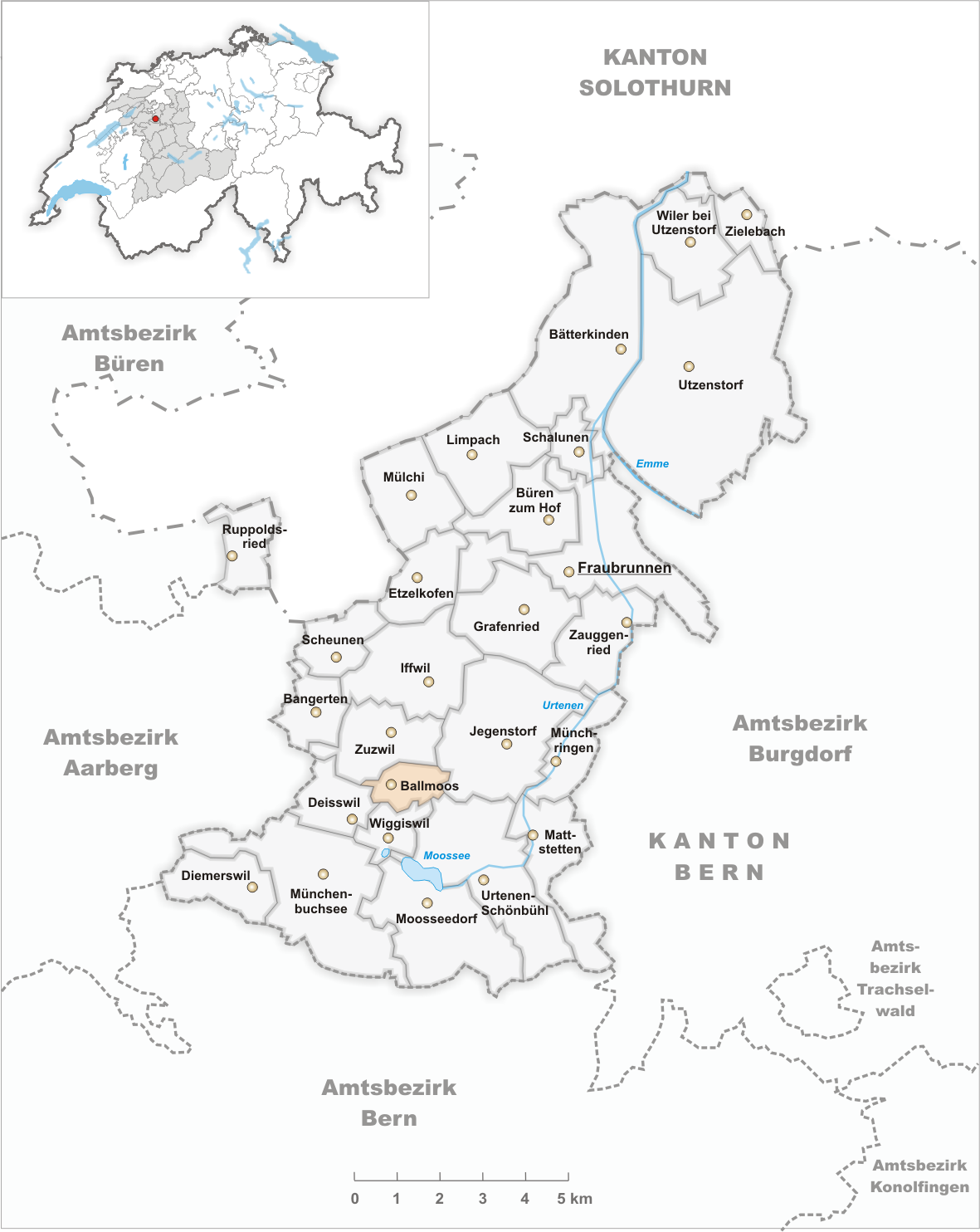
Gemeindestand vor der Fusion am 1. Januar 2010

Ballmoos ist eine Ortschaft in der politischen Gemeinde Jegenstorf im Verwaltungskreis Bern-Mittelland des Kantons Bern in der Schweiz. Bis zum 31. Dezember 2009 war Ballmoos eine eigene politische Gemeinde. Am 1. Januar 2010 fusionierte sie mit der Gemeinde Jegenstorf.

## Geographie
Ballmoos liegt auf 567 m ü. M., 11 km nördlich der Kantonshauptstadt Bern (Luftlinie). Das kleine Bauerndorf erstreckt sich auf einer Kuppe im südöstlichen Teil des Rapperswiler Plateaus, im Schweizer Mittelland, nördlich der Talsenke des Moossees.
Die Fläche des 1,5 km² grossen Gebiets der ehemaligen Gemeinde umfasst einen Abschnitt des zentralen Berner Mittellandes. Der Boden von Ballmoos erstreckt sich von der Hochfläche des Mooses (555 m ü. M.) südwärts über den Moränenhügel von Ballmoos bis auf die Waldhügel von Buechholz (mit 580 m ü. M. die höchste Erhebung von Ballmoos) und Rädisried. Im Osten gehören die Wälder von Oberholz und Unterholz sowie der Fuchsacker zu Ballmoos. Das Gebiet wird durch den Moosbach nach Osten zur Urtenen entwässert. Von der ehemaligen Gemeindefläche entfielen 1997 4 % auf Siedlungen, 22 % auf Wald und Gehölze, 73 % auf Landwirtschaft, und etwas weniger als 1 % war unproduktives Land.
Nachbarn von Ballmoos sind der Ortsteil Jegenstorf der Gemeinde Jegenstorf sowie die Gemeinden Zuzwil, Wiggiswil, Deisswil bei Münchenbuchsee und Urtenen-Schönbühl.

## Bevölkerung
Mit 54 Einwohnern (Stand 31. Dezember 2008) gehörte Ballmoos zu den kleinsten Gemeinden des Kantons Bern. Von den Bewohnern waren im Jahr 2000 98,4 % deutschsprachig und 1,6 % französischsprachig. Die Bevölkerungszahl von Ballmoos belief sich 1850 auf 45 Einwohner, 1900 auf 78 Einwohner. Im Verlauf des 20. Jahrhunderts pendelte die Bevölkerungszahl stets im Bereich zwischen 50 und 70 Personen.

## Wirtschaft
Ballmoos lebt noch heute von der Landwirtschaft, insbesondere vom Ackerbau, dem Obstbau und der Milchwirtschaft. Ausserhalb des primären Sektors gibt es keine weiteren Arbeitsplätze im Dorf. Einige Erwerbstätige sind Wegpendler, die in der Agglomeration Bern arbeiten.

## Verkehr
Das Dorf liegt abseits der grösseren Durchgangsachsen an einer Verbindungsstrasse von Münchenbuchsee nach Jegenstorf. Der nächste Anschluss an die Autobahn A6 (Bern–Biel) befindet sich rund 6 km vom Ortskern entfernt. Ballmoos besitzt keine Anbindung an das Netz des öffentlichen Verkehrs.

## Geschichte
Das Gebiet von Ballmoos war schon sehr früh besiedelt, was durch einzelne Funde aus der Bronzezeit nachgewiesen werden konnte. Die erste urkundliche Erwähnung des Ortes erfolgte 1269 unter dem Namen Banmoos. Später erschienen die Bezeichnungen Banemoos (1270), Pannemos (1274), Balmis (1388) und Balmmoss (1437).
Seit dem Mittelalter war Ballmoos Sitz eines Dienstmannengeschlechts der Grafen von Kyburg, das sich von Banmoos nannte. Auch die Johanniterkomturei in Münchenbuchsee hatte reichen Grundbesitz auf dem Gebiet des Dorfes. Seit 1406 oblag die Oberhoheit über das Gebiet bei Bern. Nachdem diese Komturei 1528 säkularisiert worden war, wurde Ballmoos der Landvogtei Münchenbuchsee im Landgericht Zollikofen zugeteilt. Nach dem Zusammenbruch des Ancien Régime (1798) gehörte das Dorf während der Helvetik zum Distrikt Zollikofen und ab 1803 zum Oberamt Fraubrunnen, das mit der neuen Kantonsverfassung von 1831 den Status eines Amtsbezirks erhielt. Heute arbeitet Ballmoos eng mit der Nachbargemeinde Zuzwil zusammen. Am 1. Januar 2010 erfolgte die Fusion mit Jegenstorf. Ballmoos besitzt keine eigene Kirche, es gehört zur Kirchgemeinde Jegenstorf-Urtenen.

## Sehenswürdigkeiten
Das Dorf hat mehrere charakteristische Bauernhäuser des bernischen Landstils aus dem 17. bis 19. Jahrhundert bewahrt.